# 池田禎政
池田 禎政（いけだ ただまさ、1895年（明治28年）4月22日 - 1920年（大正9年）1月18日）は、日本の華族（侯爵）。旧岡山藩池田家第14代当主。
父は池田詮政。母は久邇宮朝彦親王の三女安喜子女王。26歳で早世し、未婚により子供がいなかったため、弟の政鈞（後に宣政と改名）が家督を相続した。

## 経歴
- 1895年（明治28年） 岡山県岡山市生まれ。
- 1909年（明治42年） 父詮政の死去により侯爵を継承。
- 1920年（大正9年） 流行性感冒（スペインかぜ）のため死去[1]。満24歳没

## 兄弟
- 池田宣政（第15代当主）
- 池田政鋹（旧鴨方藩池田家（子爵）へ養子）